# 8617-es mellékút (Magyarország)
A 8617-es számú mellékút egy rövid, kevesebb, mint 4 kilométer hosszú, négy számjegyű országos közút Győr-Moson-Sopron vármegye déli részén; Iván és Csáfordjánosfa községeket kapcsolja össze.

## Nyomvonala
Iván község központjának keleti szélén indul, a 8618-as útból kiágazva, annak 7+350-es kilométerszelvénye közelében, délkelet felé. Alig 200 méter után már külterületen folytatódik, majd, valamivel kevesebb, mint 1,2 kilométer megtételét követően egy elágazáshoz ér: ott ágazik ki belőle kelet-északkeleti irányban a 8616-os út Répceszemere felé. Iván déli határrészei között elhalad Csérimajor külterületi településrész mellett, átszeli a Köles-ér folyását, majd majdnem pontosan a 3. kilométerénél, Iván, Csér és Csáfordjánosfa hármashatára mellett elhaladva átlép ez utóbbi település területére. Utolsó 2-300 méterén már belterületen halad, Répcecsáford és Répcejánosfa településrészek tulajdonképpeni határvonalaként. Így is ér véget, a község központjában, beletorkollva a 8614-es útba, annak a 10+750-es kilométerszelvénye közelében.
Teljes hossza, az országos közutak térképes nyilvántartását szolgáló kira.gov.hu adatbázisa szerint 4,069 kilométer.

## Települések az út mentén
- Iván
- (Csér)
- Csáfordjánosfa